# Сунчица Милосављевић
Сунчица Милосављевић (Београд, 13. децембар 1963) позоришна је редитељка са међународним искуством у областима процесног позоришта и драме, као и менаџмента и администрирања у култури. Добитница је награде "Грозданин кикот" за драмску педагогију, суоснивач и програмски координатор уметничке групе Базаарт и уметничка директорка два међународна фестивала у Србији.

## Биографија
Сунчица Милосављевић је рођена у Београду 13. децембра 1963. године. Завршила је основну школу "Владислав Рибникар" и похађала Осму па Петнаесту гимназију у Обреновцу, где је и матурирала. Студирала је класичне науке на Филозофском факултету Универзитета у Београду. Дипломирала је Позоришнуи радио режију на Факултету драмских уметности Универзитета у Београду у класи професора Борјане Продановић и Светозара Рапајића, 1988. године.  Магистрирала је на Факултету драмских уметности, код ментора проф. др Милене Драгићевић Шешић (2009. године). Завршила је Европску диплому у пројектном менаџменту у култури и лауреат је УНЕСКО Aschberg фонда за резиденцијални програм на Дарпана академији за сценску уметност у Индији.
Сунчица Милосављевић ради као програмска директорка уметничког удружења Базаарт од 2002. године, и коауторка је семинара за стручно усавршавање наставника у области драме у образовању и уредница програма за промоцију драмског образовања и стручног усавршавања наставника.
Два међународна фестивала којим је руководила као уметничка директорка су:
- ПАТОСоффИРАЊЕ (од 2006. године)
- ФАМА (2008-2010. године)

Режирала је преко 40 позоришних продукција у Србији, Босни и Херцеговини, Словенији, Индији и Великој Британији, осмислила је и реализовала преко 500 емисија, серија, хроника за децу и младе.